# Arnaud Henriet
Pour les articles homonymes, voir Henriet.
Arnaud Henriet est un acteur français né le 25 juin 1972 à Fontainebleau. Il est notamment connu pour ses rôles dans Polisse, Il reste du jambon ?, Platane et depuis 2017 dans Demain nous appartient.

## Filmographie

### Cinéma

#### Longs métrages
- 1987 : Au revoir les enfants de Louis Malle : Negus
- 2001 : Grégoire Moulin contre l'humanité d'Artus de Penguern : Un joueur de l'Olympique parisien
- 2002 : La mémoire dans la peau de Doug Liman : Garde du corps
- 2002 : Mon idole de Guillaume Canet : Voiturier
- 2004 : Narco de Tristan Aurouet et Gilles Lellouche : Le collègue à la pizzeria
- 2006 : Ne le dis à personne de Guillaume Canet : Technicien SRPJ
- 2007 : Pur Week-end d'Olivier Doran : David Watteau
- 2007 : Darling de Christine Carrière : Copain de poker
- 2008 : L'instinct de mort de Jean-François Richet : Le portier du cercle de jeu
- 2008 : La Guerre des miss de Patrice Leconte : Jean-Loup le chef des pistes
- 2009 : Le Coach d'Olivier Doran : Philippe
- 2010 : Le Siffleur de Philippe Lefebvre : Lieutenant Bruno
- 2010 : Il reste du jambon ? d'Anne Depétrini : Mathieu
- 2011 : Polisse de Maïwenn : Bamako
- 2012 : Les infidèles d'Emmanuelle Bercot, Fred Cavayé, Alexandre Courtès, Jean Dujardin, Michel Hazanavicius, Éric Lartigau et Gilles Lellouche : Un infidèle anonyme
- 2012 : Les Seigneurs d'Olivier Dahan : l'avocat de Laura
- 2013 : Jappeloup de Christian Duguay : Frédéric Cottier
- 2014 : Piégé de Yannick Saillet : Pastre
- 2014 : Jamais le premier soir de Mélissa Drigeard : Gilles
- 2014 : La prochaine fois je viserai le cœur de Cédric Anger : Locray
- 2014 : Une heure de tranquillité de Patrice Leconte : Leo
- 2014 : Les Souvenirs de Jean-Paul Rouve : policier
- 2015 : Bis de Dominique Farrugia : le père de Sabrina
- 2015 : Les Gorilles de Tristan Aurouet
- 2015 : Le Talent de mes amis d'Alex Lutz
- 2017 : Rock'n Roll de Guillaume Canet
- 2017 : L'Embarras du choix d'Éric Lavaine : Cédric
- 2017 : Problemos d'Éric Judor : François
- 2021 : Qu'est-ce qu'on a tous fait au Bon Dieu ? de Philippe de Chauveron : Erwan

#### Courts métrages
- 1998 : Électrons libres de Jean-Marc Moutout : Rico
- 2001 : Boomer de Karim Adda : Diego
- 2004 : Éblouissement de Franck Percher : Marco
- 2005 : Une folle envie de Yannick Saillet

### Télévision
- 1997 : Navarro (épisode Regrettable incident) de Patrick Jamain : Gardien
- 1998 : Quai numéro un (épisode  Le tueur de la pleine lune) de Patrick Jamain : Groussard
- 1999 : Voleur de cœur de Patrick Jamain : L'huissier
- 1999 : Maître Da Costa (épisode Alibi sur Ordonnance) de Nicolas Ribowski
- 2003 : Caméra Café de Yvan le Boloch : Stéphane Paquet
- 2009 : Vive les vacances ! de Stéphane Kappes : Benoît
- 2011 - 2019 : Platane 1 2 et 3 d'Éric Judor et Hafid F. Benamar : Arnaud
- 2012 : Fais pas ci, fais pas ça (épisode L'été indien) de Gabriel Julien-Laferrière : Julien Tourbet
- 2013 : Le bureau des affaires sexistes (série)
- 2013 : La Smala (pilote) de Gaël Leforestier avec Lou Gala, Anne Depétrini
- 2014 - 2015 : Hôtel de la plage (série) de Christian Merret-Palmair : Yann
- 2015 : Peplum (épisode 1) de Philippe Lefebvre : un esclave de Maximus
- 2015 : Hard (saison 3) : L'inspecteur de police
- 2017-... : Demain nous appartient (série TV) : Sylvain Moreno
- 2018 : Guépardes (série TV) : Franck Delattre
- 2018 : Mike (série OCS) : pubard
- 2019 : Itinéraire d'une maman braqueuse d'Alexandre Castagnetti: M. Machart
- 2021 : La Traque d'Yves Rénier : Étienne Lambert

### Podcast
- 2022 : Batman (épisode 3) de Douglas Attal : Gardien à l'asile d'Arkham